# Цветковое (Гуляйпольский район)
Цветковое (укр. Цвіткове) — село,
Верхнетерсянский сельский совет,
Гуляйпольский район,
Запорожская область,
Украина.
Код КОАТУУ — 2321880504. Население по переписи 2001 года составляло 92 человека.

## Географическое положение
Село Цветковое находится на расстоянии в 1,5 км от сёл Криничное и Верхняя Терса.
По селу протекает пересыхающий ручей.
Рядом проходит железная дорога, станция Гуляйполе в 6-и км.